# Kriminaljouren
Kriminaljouren, på tyska KDD – Kriminaldauerdienst, är en kritikerrosad tysk tv-serie som sändes 2007-2010 på ZDF. I Sverige sändes serien i SVT.

## Rollista (urval)
- Götz Schubert - Helmut Enders
- Manfred Zapatka - Jan Haroska
- Saskia Vester - Kristin Bender
- Barnaby Metschurat - Leo Falckenstein
- Melika Foroutan - Sylvia Henke
- Billey Demirtas - Mehmet Kilic
- Jördis Triebel - Maria Hernandez